# مسیو مرنار
مسیو مرنار از روسای بلژیکی ادارهٔ خزانه داری کل در زمان سلطنت احمدشاه قاجار است.
وی با همکاری عبدالله مستوفی بحران نان را در زمان سلطنت احمدشاه کنترل کرده بود.
وی پس از مورگان شوستر آمریکایی که به عنوان مستشار برای بهبود بخشیدن به اوضاع اقتصادی وارد کشور شده بود سمت خزانه داری کل را تصاحب کرد. یکی از کارهای او تعیین حاکمان بلژیکی بر استان‌های ایران بود که در راستای تحقق بخشیدن به سیاست‌های جمهوری بلژیکی پس تصاحب کامل امور گمرک ایران این کار را انجام داد.